# Pekelský vrch
Pekelský vrch je vrchol Frýdlantské pahorkatiny nacházející se jihozápadně od osady Peklo. Dosahuje nadmořské výšky 487 metrů. Na vrcholu kopce lze nalézt zbytky amfiteátru vybudovaného v období mezi první a druhou světovou válkou, vedle kterého se nacházela vojenská triangulační věž, která poskytovala výhled do okolní krajiny. V roce 2010 navrhlo uskupení „Občanské sdružení Rozhledna Pekelský vrch“ postavit na kopci rozhlednu, jejíž náklady na vybudování by neměly přesáhnout 5 milionů korun.